# Dievs, svētī Latviju
Dievs, svētī Latviju (Gud velsigne Letland) er Letlands nationalmelodi.

## Teksten på lettisk
Dievs, svētī Latviju,

Mūs' dārgo tēviju,

Svētī jel Latviju,

Ak, svētī jel to!
Kur latvju meitas zied,

Kur latvju dēli dzied,

Laid mums tur laimē diet,

Mūs' Latvijā!

## Oversættelse
Gud velsigne Letland,

vort dyrebare fædreland,

velsign Letland,

åh, velsign det!
Hvor Letlands døtre blomstrer,

hvor Letlands sønner synger,

lad os danse i lykke dér,

i vores Letland!

## Baggrund
Dievs, sveti Latviju blev skrevet ca. år 1870, som var begyndelsen på den lettiske nationalfølelse. Tekst og musik er skrevet af Kārlis Baumanis (Baumaņu Kārlis) (*1834–†1904)
Kārlis Baumanis var den første, lettiske komponist, der vovede at bruge ordet "Latvija" i en sang. Dengang, ved begyndelsen til den lettiske nationalisme, var det et nyt begreb, som blev skabt for at give et fællesnavn til de egne, hvor der boede lettisktalende mennesker.
Ordet "Latvija" blev forstået som et krav om national selvstændighed, hvad der bestemt ikke passede landets hersker, den russiske zar. Derfor blev brugen af selve ordet "Latvija" forbudt i sangens titel og tekst, og man måtte i stedet bruge det mere vage begreb "Baltija" (Baltikum).
Nationalmelodien blev sunget offentligt for første gang ved sangerfesten i Riga, juni 1873.
Under proklameringen af den lettiske republik den 18. november 1918 blev Dievs, sveti Latviju gjort til landets nationalmelodi, selv om den først fik officiel status den 17. juni 1920.